# Surf's Up
Surf's Up je sedemnajsti album ameriške glasbene skupine The Beach Boys. Izšel je leta 1971 pri založbi Brother Records.

## Seznam skladb
1. "Don't Go Near the Water" - 2:39
2. "Long Promised Road" - 3:30
3. "Take a Load Off Your Feet" - 2:29
4. "Disney Girls (1957)" - 4:07
5. "Student Demonstration Time" - 3:58
6. "Feel Flows" - 4:44
7. "Lookin' at Tomorrow (A Welfare Song)" - 1:55
8. "A Day in the Life of a Tree" - 3:07
9. "'Til I Die" - 2:31
10. "Surf's Up" - 4:12